# Lalonquette
Lalonquette ist eine französische Gemeinde mit 251 Einwohnern (Stand 1. Januar 2022) im Département Pyrénées-Atlantiques in der Region Nouvelle-Aquitaine (vor 2016: Aquitanien). Die Gemeinde gehört zum Arrondissement Pau und zum Kanton Terres des Luys et Coteaux du Vic-Bilh (bis 2015: Kanton Thèze).

## Geographie
Lalonquette liegt ca. 25 km nördlich von Pau am nordöstlichen Rand des Départements in der gascognischen Region Vic-Bilh in der historischen Provinz Béarn.
Umgeben wird der Ort von den Nachbargemeinden:
|       | Garlède-Mondebat                            |         |
| Thèze | Kompassrose, die auf Nachbargemeinden zeigt | Claracq |
|       | Miossens-Lanusse                            |         |

Lalonquette liegt im Einzugsgebiet des Flusses Adour. Einer seiner Zuflüsse, der Gabas, durchströmt zusammen mit dem Tauzia, einem seiner Nebenflüsse, das Gebiet der Gemeinde.

## Geschichte
Am Ufer des Gabas an der nördlichen Ecke des Gemeindegebiets wurden 1843 die Reste einer gallorömischen Villa entdeckt, bei der Münzen mit Bildnissen verschiedener römischer Kaiser gefunden wurden. Eine romanische Kirche und ein Flurkreuz wurden im 11. Jahrhundert in der Gemeinde errichtet. Bei der Volkszählung im Béarn im Jahr 1385 wurden in Lalonquette dreizehn Haushalte verzeichnet, darunter der eines Priesters, und vermerkt, dass der Ort zur Bailliage von Pau gehörte. 1658 gehörte die Gemeinde zum Baronat von Mondebat.
Toponyme und Erwähnungen von Lalonquette waren:
- Laalonquette (1376, Manuskript von 1376),
- Lane-Lonquette (1385, Volkszählung),
- Naulonquette (1538, Manuskriptsammlung des 16. bis 18. Jahrhunderts),
- La Lonquette (1750, Karte von Cassini),
- Lalonquette (1793, Notice Communale),
- Lalonguette (1801, Bulletin des lois) und
- Lalonquette (1863, Dictionnaire topographique du département des Basses-Pyrénées).[4][5][6]

### Einwohnerentwicklung
Nach einem Höchststand der Einwohnerzahl von rund 350 in der ersten Hälfte des 19. Jahrhunderts reduzierte sich die Zahl bei kurzen Erholungsphasen bis zu den 1980er Jahren um insgesamt über die Hälfte. Anschließend setzte ein starkes Wachstum auf ein Niveau von rund 275 Einwohnern ein.
| Jahr      | 1962 | 1968 | 1975 | 1982 | 1990 | 1999 | 2006 | 2009 | 2022 |
| --------- | ---- | ---- | ---- | ---- | ---- | ---- | ---- | ---- | ---- |
| Einwohner | 186  | 168  | 157  | 158  | 210  | 225  | 265  | 279  | 251  |

## Sehenswürdigkeiten
- Pfarrkirche, geweiht dem heiligen Julien I., dem ersten Bischof von Lescar. Er christianisierte im 5. Jahrhundert den Landstrich rund um das Oppidum Beneharnum, woraus sich später die Gemeinde Lescar entwickelte. Die Kirche ist im 11. Jahrhundert im romanischen Stil errichtet worden. Am Ende des 16. Jahrhunderts wurden das Seitenschiff und die Sakristei hinzugefügt. Die Jahreszahl 1830, die über dem Eingangsportal eingraviert ist, weist auf eine Restaurierung in dieser Zeit hin, in der auch der für die Region typische Glockengiebel gebaut wurde. Viele Ausstattungsgegenstände der Kirche stammen aus dem 17. bis 19. Jahrhundert und sind als nationale Kulturgüter registriert.[8][9]

- Ausgrabungsstätte der gallorömischen Villa. Die Entdeckungen der Villa sind am 13. September 1843 in einer Zeitschrift offiziell vorgestellt worden, gegen Ende des 19. Jahrhunderts ist die Ausgrabungsstätte freigelegt worden. Eine extensive archäologische Untersuchung erfolgt zwischen 1959 und 1972 unter der Leitung des Archäologen Jean Lauffray. 1967 und 1968 wurden 66 Münzen mit verschiedenen Bildnissen römischer Kaiser geborgen, ein Jahr später wurden 46 Münzen aus der Zeit Konstantins des Großen sichergestellt. Eine weitere Phase der Untersuchung fand zwischen 1994 und 2005 durch die archäologische Forschungsgruppe der Universität Pau statt, durch die weitere Erkenntnisse über Funktion des Landguts, Baufortschritte und Lebensweise gewonnen werden konnten. Die Villa war vom Beginn unserer Zeitrechnung bis zum 5. Jahrhundert bewohnt, wobei der Wohnbereich sich wahrscheinlich über zwei Hektar erstreckte. Sie war ein Zentrum von Ackerbau und Viehzucht unweit der Römerstraße von Burdigala (Bordeaux) nach Caesaraugusta (Saragossa), was zur Vermutung führt, dass auch Durchreisende sich dort aufgehalten haben könnten. Es wird vermutet, dass im zweiten Jahrhundert die Bauten einen ausgedehnten Wohnkomplex rund um einen großen Innenhof ergaben. Mit dem 4. Jahrhundert wuchs das Bedürfnis nach Verschönerungen in Form von Mosaiken. Im Mittelalter verlor der Standort seine Funktion als Wohnsitz Reicher oder Adeliger. Die Identifizierung eines Friedhoffeldes mit rund 40 Gräbern und einem kleinen Gebäude mit eckiger Apsis lässt den Schluss zu, dass der Ort dann nur noch eine religiöse Funktion hatte. Artefakte der Ausgrabungsstätte werden in dem gallorömisches Museum der Nachbargemeinde Claracq ausgestellt.[10][11]

- Taubenschlag von Lalonquette. Der Besitz eines Taubenschlags getrennt vom Wohngebäude war ein Privileg des Grundherrn zu Zeiten des Ancien Régimes und seine Größe war proportional zur Bedeutung des Besitzers. Der ursprüngliche Bau dieses Taubenschlags in Lalonquette, der heute im Privatbesitz ist, datiert vermutlich aus dem 17. Jahrhundert. Er steht auf einem quadratischen Grundriss und besitzt ein mit Flachziegeln gedecktes Zeltdach.[12]

## Wirtschaft und Infrastruktur
Die Landwirtschaft ist traditionell ein wichtiger Wirtschaftsfaktor der Gemeinde.

### Bildung
Die Gemeinde verfügt über eine öffentliche Vorschule.

### Verkehr
Lalonquette ist angeschlossen an die Routes départementales 44, 219, 236 und 834, der ehemaligen Route nationale 134.
Eine Buslinie des TER Aquitaine, einer Regionalbahn der staatlichen SNCF, verbindet die Gemeinde mit Pau und Mont-de-Marsan über Aire-sur-l’Adour, eine weitere Buslinie des TER Aquitaine verbindet die Gemeinde mit Pau und Agen über Aire-sur-l’Adour.